# Iōannīs Palaiokrassas
Iōannīs Palaiokrassas (in greco Ιωάννης Παλαιοκρασσάς?, traslitterato anche come Ioannis Paleokrassas; Atene, 27 marzo 1934 – 2 ottobre 2021) è stato un politico greco, esponente del partito conservatore Nuova Democrazia. Dal 1990 al 1992 è stato Ministro delle Finanze della Repubblica Ellenica.

## Formazione
Ioannis Paleokrassas nato ad Atene nel 1934. Ha studiato economia presso la London School of Economics and Political Science (conseguendo 2 lauree, in economia internazionale ed economia dei trasporti).

## Carriera politica
Membro del partito conservatore Nuova Democrazia, è stato nominato ministro delle finanze della Repubblica Ellenica nel mese di aprile 1990, come parte del governo di allora del Primo ministro Costantino Mitsotakis, tenendo la posizione fino all'agosto 1992.
Il 14 luglio del 1992 la sua auto è stata bersaglio di un attacco missilistico terroristico nel centro di Atene. L'attacco, è stato perpetrato dall'Organizzazione terroristica 17 Novembre, Ioannis Paleokrassas ne uscì illeso, ma morì un passante.
È stato nominato nel 1993 commissario europeo per l'ambiente e per la pesca, nella Terza Commissione europea presieduta da Jacques Delors, tenendo la posizione fino al 1995.